# نبرد دنیپر
نبرد دنیپر نبردی بزرگ در طی جنگ جهانی دوم بود که در از ۲۴ ماه اوت تا ۲۳ ماه دسامبر سال ۱۹۴۳ و در جبهه‌ای به طول ۱۴۰۰ کیلومتر میان ورماخت و ارتش سرخ رخ داد و در نهایت با پیروزی نیروهای شوروی و عقب نشینی آلمانی‌ها به پایان رسید.